# Віктор Емері
Віктор Емері (англ. Victor Emery 28 червня 1933, Монреаль, Квебек) — канадський бобслеїст, пілот, виступав за збірну Канади у 1960-х роках. Чемпіон зимових Олімпійських ігор 1964 року в Інсбруку, чемпіон світу.

## Біографія
Віктор Емері народився 28 червня 1933 року в Монреалі. Закінчив Університет Західного Онтаріо і Гарвардську школу бізнесу, де отримав ступінь магістра ділового адміністрування. Під час навчання займався різними видами спорту, зокрема, легкою атлетикою, боксом, лижними гонками. Пізніше разом з братом Джоном зацікавився бобслеєм і пройшов відбір у національну збірну Канади. Брати виступали практично завжди в одній команді, причому в двійках боб зазвичай пілотував Вік, а в четвірках — Джон.
Молодий спортсмен відразу став показувати непогані результати, завдяки чому удостоївся права захищати честь країни на Олімпійських іграх 1964 року в Інсбруку, де, перебуваючи в складі чотиримісного екіпажу, куди також увійшли Дуглас Енакін, Пітер Кербі і його брат Джон, завоював золоту медаль. Крім того, його команда боролася тут за місце на подіумі в програмі двомісних екіпажів, але за підсумками всіх заїздів опинилася лише на четвертій позиції. Успіх здивував всю бобслейну громадськість, оскільки у Канади не було навіть своєї санно-бобслейної траси, а спортсмени тренувалися в американському Лейк-Плесіді.
У наступному році на чемпіонаті світу в швейцарському Санкт-Моріці Емері разом з Майклом Янгом, Джеральдом Преслі і Пітером Кербі виграв золото в четвірках, а також взяв бронзу в двійках. У бобслеї представляв країну аж до кінця 1960-х років, проте, досить часто отримував травми і вже не зміг домогтися якихось видатних результатів. Конкуренція у збірній сильно зросла, тому незабаром Віктор Емері вирішив завершити кар'єру професійного спортсмена, поступившись місцем молодим канадським бобслеїстам. За свої спортивні досягнення занесений в Канадську спортивну залу слави і Канадську олімпійську залу слави. Проживає в Лондоні, де керує власним бізнесом.